# جون هارولد
جون هارولد هو سياسي كندي، ولد في 9 نوفمبر 1873 في برانتفورد في كندا، وتوفي في 16 فبراير 1947. حزبياً، نشط في Unionist Party (Canada) ‏ والحزب الليبرالي الكندي. وقد انتخب عضو مجلس العموم الكندي.